# Canton du Catelet
Le canton du Catelet est une ancienne division administrative française située dans le département de l'Aisne et la région Picardie.

## Géographie
Ce canton a été organisé autour du Catelet dans l'arrondissement de Saint-Quentin. Son altitude varie de 83 m (Vendhuile) à 155 m (Levergies) pour une altitude moyenne de 130 m.

## Histoire

### Révolution française

Carte du canton du Catelet en 1790.

Le canton est créé le 18 février 1790 sous la Révolution française sous le nom de canton du Catelet,.
Le canton a compté dix communes avec Le Catelet pour chef-lieu au moment de sa création : Aubencheul-aux-Bois, Beaurevoir, Bellenglise, Bellicourt, Bony, Le Catelet, Estrées, Gouy, Hargicourt, Jeancourt, Joncourt, Lempire, Levergies, Magny-la-Fosse, Nauroy, Vendhuile, Le Verguier et Villeret. Il est une subdivision du district de Saint-Quentin qui disparait le 5 Fructidor An III (22 août 1795). Le canton ne subit aucune modification dans sa composition communale pendant cette période.
Lors de la création des arrondissements par la loi du 28 pluviôse an VIII (17 février 1800), le canton du Catelet est rattaché à l'arrondissement de Saint-Quentin.

### 1801-2015
L'arrêté du 3 vendémiaire an X (25 septembre 1801) entraine un redécoupage du canton du Catelet qui est conservé. Deux communes du canton de Fonsommes (Le Haucourt et Sequehart) intègrent le canton tandis que les communes de Jeancourt et Le Verguier sont détachées du canton pour rejoindre celui de Vermand. Il comprend toujours 18 communes avec cette recomposition et le nombre de communes ne change pas jusqu'en mars 2015.
Par décret du 16 novembre 1998, le nom de la commune de Le Haucourt est simplifié en Lehaucourt.

### Redécoupage de 2015
Un nouveau découpage territorial de l'Aisne entre en vigueur en mars 2015, défini par le décret du 21 février 2014, en application des lois du 17 mai 2013 (loi organique 2013-402 et loi 2013-403). Les conseillers départementaux sont, à compter de ces élections, élus au scrutin majoritaire binominal mixte. Les électeurs de chaque canton élisent au Conseil départemental, nouvelle appellation du Conseil général, deux membres de sexe différent, qui se présentent en binôme de candidats. Les conseillers départementaux sont élus pour 6 ans au scrutin binominal majoritaire à deux tours, l'accès au second tour nécessitant 10 % des inscrits au 1er tour. En outre la totalité des conseillers départementaux est renouvelée. Ce nouveau mode de scrutin nécessite un redécoupage des cantons dont le nombre est divisé par deux avec arrondi à l'unité impaire supérieure. Dans l'Aisne, le nombre de cantons passe ainsi de 42 à 21. Le canton du Catelet ne fait pas partie des cantons conservés du département. 
Le canton disparait lors des élections départementales de mars 2015. L'ensemble des communes est regroupée au canton voisin de Bohain-en-Vermandois.

## Représentation

### Conseillers généraux de 1833 à 2015
| Période | Période          | Identité                            | Étiquette                     | Qualité |
| ------- | ---------------- | ----------------------------------- | ----------------------------- | --- |
| 1833    | 1835 (démission) | Charles François Auguste Namuroy    |                               | Propriétaire à Thorigny Maire de Lehaucourt |
| 1835    | 1840             | Guillaume Priel                     |                               | Propriétaire à Magny-la-Fosse |
| 1840    | 1848             | Charles Lemaire                     |                               | Propriétaire à Saint-Quentin |
| 1848    | 1852             | Henry Villain                       |                               | Propriétaire au Mont-Saint-Martin Notaire au Catelet                                                                                                 |
| 1852    | 1877             | François Georges d'Hargival         | Droite                        | Cultivateur Propriétaire à Vendhuile |
| 1877    | 1883             | Henri Paul Cornu                    | Républicain                   | Notaire au Catelet, suppléant de la justice de paix                                                                                                  |
| 1883    | 1907             | Ernest Robert                       | Républicain Progressiste      | Cultivateur au Mont-Saint-Martin, à Gouy |
| 1907    | 1929 (décès)     | Edgar Dhéry                         | Rad.                          | Instituteur, directeur d'école Maire d'Hargicourt (1904-1929)                                                                                        |
| 1929    | 1937             | Éloi Blériot                        | AD                            | Agriculteur Adjoint au Maire de Nauroy Député (1932-1936)                                                                                            |
| 1937    | 1940             | Albert Mennecier                    | SFIO                          | Directeur d'école Conseiller municipal de Nauroy Député (1936-1942)                                                                                  |
|         |                  |                                     |                               | |
| 1943    | 1945             | Gustave Vandendriessche (1874-1946) |                               | Aide-comptable, chef d'entreprise à Nauroy Membre de la Commission administrative départementale (1940-1943)) Nommé conseiller départemental en 1943 |
|         |                  |                                     |                               | |
| 1945    | 1951             | Achille Borgniet                    | PCF                           | Menuisier Adjoint au Maire de Saint-Quentin |
| 1951    | 1973 (décès)     | Edmond Bricout                      | RPF puis RS puis UNR puis UDR | Agriculteur Député (1951-1973) Maire de Gouy (1947-1973) Vice-Président du Conseil Général                                                           |
| 1973    | 2001             | Guy Blériot                         | CDP puis UDF-CDS              | Chef d'entreprise Maire de Bellicourt |
| 2001    | 2015             | Raymond Froment                     | PCF                           | Ouvrier couvreur retraité Maire de Lehaucourt de 1977 à 2019                                                                                         |

### Conseillers d'arrondissement (de 1833 à 1940)
| Période                                  | Période | Identité                            | Étiquette       | Qualité |
| ---------------------------------------- | ------- | ----------------------------------- | --------------- | --- |
| 1833                                     | 1839    | Charles Auguste Journel (1798-1845) |                 | Propriétaire, maire de Bony                                                                                 |
| 1839                                     | 1845    | Louis Joseph Désiré Robert          |                 | Cultivateur au Mont-Saint-Martin, maire de Gouy                                                             |
| 1845                                     | 1848    | Pierre François Georges (1778-1854) |                 | Cultivateur à Vendhuile                                                                                     |
|                                          |         |                                     |                 | |
| av.1876                                  |         | André Auguste Joseph Boulanger      |                 | Cultivateur, adjoint au maire du Catelet, suppléant du juge de paix                                         |
|                                          |         |                                     |                 | |
| 1910                                     | 1919    | Octave Mascret (1879-1922)          | SFIO            | Cultivateur, maire de Nauroy                                                                                |
| 1919                                     | 1928    | Anaclet Courtois                    | Rad. puis SFIO  | Maire de Bellenglise                                                                                        |
| 1928                                     | 1940    | Henri Boulanger (1886-1964)         | Union nationale | Agriculteur, maire de Bellicourt                                                                            |
| 1940                                     |         |                                     |                 | Les conseils d'arrondissement ont été suspendus par la loi du 12 octobre 1940 et n'ont jamais été réactivés |
| Les données manquantes sont à compléter. |         |                                     |                 | |

## Composition
Le canton du Catelet a groupé 18 communes et a compté 8 537 habitants en 2012.
| Code Insee | Nom                    | Superficie (km2) | Population (hab.) | Densité (hab./km2) |
| ---------- | ---------------------- | ---------------- | ----------------- | ------------------ |
| 02143      | Le Catelet (Chef-lieu) | 0,41             | 196               | 478,05             |
| 02030      | Aubencheul-aux-Bois    | 2,11             | 298               | 141,23             |
| 02057      | Beaurevoir             | 21,73            | 1 483             | 68,25              |
| 02063      | Bellenglise            | 6,40             | 383               | 59,84              |
| 02065      | Bellicourt             | 9,77             | 632               | 64,69              |
| 02100      | Bony                   | 7,98             | 138               | 17,29              |
| 02291      | Estrées                | 7,04             | 419               | 59,52              |
| 02352      | Gouy                   | 17,60            | 581               | 33,01              |
| 02370      | Hargicourt             | 8,12             | 570               | 70,2               |
| 02374      | Lehaucourt             | 9,37             | 930               | 99,25              |
| 02392      | Joncourt               | 7,25             | 317               | 43,72              |
| 02417      | Lempire                | 2,62             | 104               | 39,69              |
| 02426      | Levergies              | 7,67             | 575               | 74,97              |
| 02451      | Magny-la-Fosse         | 3,63             | 127               | 34,99              |
| 02539      | Nauroy                 | 6,27             | 714               | 113,88             |
| 02708      | Sequehart              | 6,38             | 221               | 34,64              |
| 02776      | Vendhuile              | 10,96            | 537               | 49                 |
| 02808      | Villeret               | 3,95             | 312               | 78,99              |

## Démographie
| 1962  | 1968  | 1975  | 1982  | 1990  | 1999  | 2006  | 2007  | 2008  |
| ----- | ----- | ----- | ----- | ----- | ----- | ----- | ----- | ----- |
| 8 198 | 8 097 | 8 318 | 8 389 | 8 458 | 8 530 | 8 404 | 8 402 | 8 457 |

| 2009  | 2010  | 2011  | 2012  | - | - | - | - | - |
| ----- | ----- | ----- | ----- | - | - | - | - | - |
| 8 542 | 8 557 | 8 563 | 8 537 | - | - | - | - | - |